# 赫里斯島

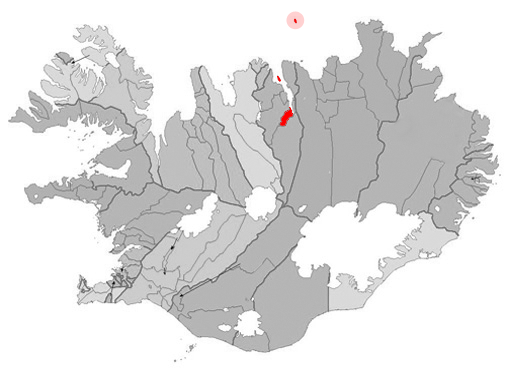

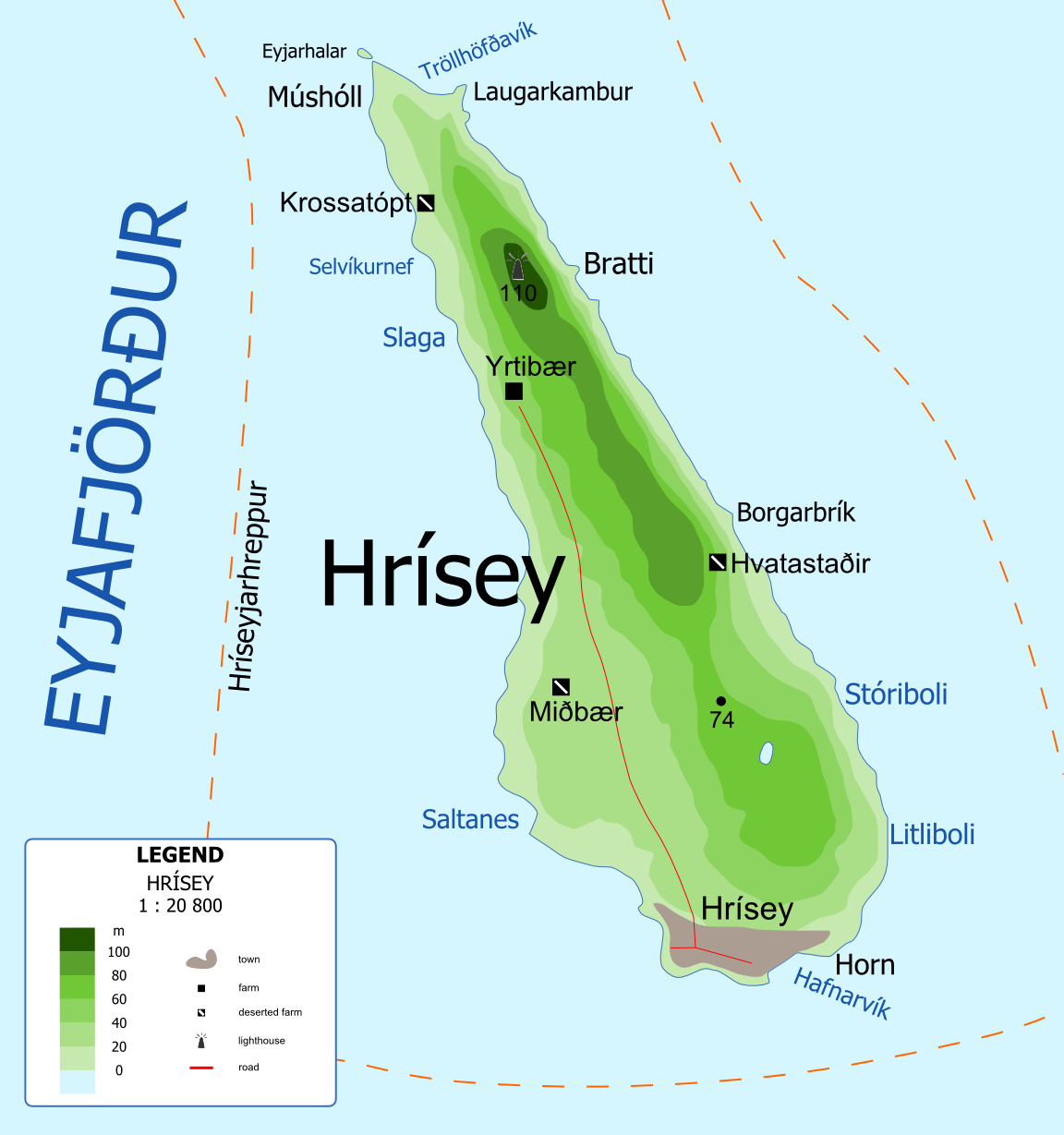

赫里斯島是冰島的島嶼，位於該國北部埃亞峽灣，距離阿克雷里35公里，長7.5公里、寬2.5公里，面積7.67平方公里，最高點海拔高度110米，2007年人口180。

## 外部連結
- Accommodation in Hrisey （页面存档备份，存于）
- The Official Hrísey webpage (in English)
- A short guide to the islands of Eyjafjörður